# Den Store Udflugt
Walter og Trofast: Den Store Udflugt (engelsk originaltitel A Grand Day Out with Wallace and Gromit, senere markedsført som Wallace & Gromit: A Grand Day Out) er en britisk stop-motion animeret kortfilm med Walter og Trofast fra 1989. Den er instrueret, animeret og skrevet af Nick Park ved National Film and Television School i Beaconsfield og Aardman Animations i Bristol.
Den omhandler den oste-elskende opfinder Walter, der sammen med sin hund Trofast bygger en raket og rejser til månen for at hente ost. Her møder de robot, der skabet problemer for dem, inden de vender tilbage til Jorden.
Den Store Udflugt havde premiere d. 4. november 1989 på en animationsfestival i Arnolfini Gallery i Bristol. Den blev sendt første gang i tv juleaften 1990 på Channel 4.
Filmen blev efterfulgt med De Forkerte Bukser (1993), På et hængende hår (1995), Det store grøntsagskup (2005) og Et spørgsmål om liv eller brød (2008).
Filmen blev ekstremt godt modtaget af anmelderne, og den har 100% positive anmeldelser på siden Rotten Tomatoes.
Den Store Udflugt blev nomineret til en Academy Award for Best Animated Short Film i 1991.